# John Mayhew
John Mayhew (ur. 27 marca 1947 w Ipswich, zm. 26 marca 2009 w Glasgow) – trzeci z kolei perkusista brytyjskiej grupy Genesis, do której dołączył w sierpniu 1969 roku po odejściu Johna Silvera. Brał udział w nagraniu płyty Trespass, na której oprócz gry na perkusji śpiewał również w chórkach. Był członkiem zespołu przez rok. W sierpniu 1970 r. został zastąpiony przez Phila Collinsa.
Po odejściu z zespołu Mayhew wyemigrował do Nowej Zelandii, gdzie w latach 1979-1980 grał na perkusji z zespołem Kelly & Friend. Później przeniósł się do Australii, uzyskał obywatelstwo i pracował jako stolarz. W pierwszej dekadzie XXI wieku powrócił do Wielkiej Brytanii, osiedlił się w Szkocji i pracował w fabryce mebli w Glasgow. W 2006 roku w Londynie, podczas Genesis Convention wziął udział w koncercie jednego z cover bandów, w którym zagrał na perkusji w utworze „The Knife”.
Mayhew zmarł na serce 26 marca 2009 roku kilka dni po tym, gdy jego brat Paul rozpoczął poszukiwania Johna, z którym od dawna nie miał kontaktu.